# تاکاهیرو اوموری
تاکاهیرو اوموری (انگلیسی: Takahiro Omori; june ۲۵, ۱۹۶۵ (۵۹ سال) – ) کارگردان فیلم، و پویانما اهل ژاپن بود.